# Parastasia wallacea
Parastasia wallacea är en skalbaggsart som beskrevs av Kuijten 1992. Parastasia wallacea ingår i släktet Parastasia och familjen Rutelidae. Inga underarter finns listade i Catalogue of Life.